# Jean Schorn (1912-1994)
|  | No confondre amb Jean Schorn (1901-1973), també ciclista |

Jean Schorn (Colònia, 16 de març de 1912 - Ídem, 4 d'abril de 1994) va ser un ciclista alemany, que fou professional entre 1940 i 1956. Es dedicà principalment al ciclisme en pista.

## Palmarès
- 1940
  -  Campió d'Alemanya amateur en velocitat
  -  Campió d'Alemanya amateur en tàndem (amb Heinz Hasselberg)
- 1940
  -  Campió d'Alemanya en velocitat
- 1941
  -  Campió d'Alemanya en velocitat
- 1947
  -  Campió d'Alemanya de mig fons
- 1951
  - 1r als Sis dies de Hannover (amb Ludwig Hörmann)